# Modérateur (internet)
Pour les articles homonymes, voir Modérateur.
Pour un article plus général, voir Modération d'informations.
Un modérateur ou une modératrice (abrégé « mod » ou « modo ») est un internaute, souvent bénévole, dont le rôle est de faire de la modération d'informations. Il s'agit d'animer et surtout de modérer, un réseau social, un forum sur un site internet, un jeu vidéo, une communauté ou une discussion en ligne. Les modérateurs avertissent les joueurs, régulent leur langage s'il est incorrect, effacent les messages qui n'ont pas leur place sur le forum, soit parce qu'ils contreviennent à la loi, soit parce qu'ils enfreignent les règles explicites ou implicites du forum.
Le modérateur efface après discussion et justification les messages d'injure ou de diffamation, ceux à caractère raciste ou incitant à la violence ou à la haine. Un modérateur se doit d'être impartial dans le débat, de tempérer son opinion personnelle afin qu'elle n'entache pas son jugement, et de rappeler à l'ordre les participants hors-sujet ou irrespectueux.
La plupart du temps, les forums ont une « charte » que le modérateur doit faire respecter et qui l'aide à savoir ce qu'il doit sanctionner. Avant d'avoir le rôle de censurer, un modérateur a un rôle de présence afin de dissuader les membres de commettre des abus.
Il existe aussi des modérateurs professionnels, notamment dans le domaine de la presse écrite : ils sont chargés de valider ou de rejeter les commentaires postés par les lecteurs.

## Missions
Le modérateur d'un forum se doit d'être présent le plus souvent possible et de lire l'intégralité du forum qu'il surveille, et pas uniquement les sujets qui l'intéressent. Un modérateur est, en outre, un membre actif et apprécié du forum qu'il modère, bien qu'il y ait toujours des exceptions.
Plus généralement, tout site ou toute page proposant une interaction entre des membres est suivie par une équipe de modération qui va avoir la charge de veiller au respect des règles et au maintien de la bienséance. Pour ce faire, elle aura à sa disposition des outils de modération dont seuls les modérateurs et les administrateurs peuvent jouir. Le modérateur ne doit pas être présent à but répressif mais à titre préventif : il aide avant tout, instaure le dialogue et sanctionne en dernier recours.
Sur un forum informatique (le plus souvent privé), le modérateur est responsable du forum et de la messagerie instantanée. Le but principal du modérateur est de traquer et de vérifier les « Torrents ». Dans certains cas, le modérateur doit avoir l'approbation d'un super-modérateur (ou d'un administrateur), il se doit d'être neutre, social, et présent. Le modérateur se doit surtout de faire attention aux membres qui font allusion à la concurrence. L'équipe est le plus souvent composée de la façon suivante (par ordre de prérogatives croissant) : Modérateur < Super-Modérateur < Administrateur < Fondateur (il se peut qu'il y ait des statuts supplémentaires).
Il existe une fiche descriptive du métier sur le portail public des métiers de l'internet.

## Prérogatives
Les modérateurs disposent généralement de plusieurs options, non accessibles aux membres :
- Fermer une discussion (c'est généralement ce qui est le plus utilisé)
- Sanctionner un membre
  - Avertir un membre
  - Bannir un membre momentanément ou définitivement (cela peut être plutôt le rôle des administrateurs)
- Déplacer une discussion
- Supprimer
  - Un sujet
  - Un message
- Modifier
  - Un sujet
  - Un message

Les modérateurs ont parfois accès à des informations spécifiques, telles que les adresses email ou IP utilisées par les membres. 

## Recrutement
- Grands forums : Les modérateurs sont le plus souvent recrutés par des administrateurs, qui ont un rang hiérarchique plus élevé. Pour devenir modérateur, il est souvent demandé de ne pas proposer sa candidature, mais d'être actif et d'attendre d'être proposé ou nommé par un administrateur.
- Forums particuliers : Les modérateurs sont le plus souvent recrutés par un administrateur, qui a un rang hiérarchique plus élevé. Pour devenir modérateur sur des forums de particuliers, il est demandé de proposer sa candidature. Ensuite, sur de nombreux forums, une période d'essai est appliquée pour tester ces nouveaux modérateurs.

Avec le développement du Web 2.0, la modération des contenus est devenue essentielle pour les grands portails communautaires, les sites de médias et plus généralement les sites proposant aux utilisateurs de s'exprimer librement tels que les sites de rencontres ou les sites de forums dédiés à la réponse à des questions. Face aux besoins croissants, plusieurs entreprises prestataires se sont positionnées sur ce créneau de modération de sites web 2.0 et offrent un service de modération mutualisée ou sur mesure. Les principaux acteurs du marché sont :
- Netino
- NetModeration
- Atchik Services
- Concileo
- Idixit.

A propos de la gestion des commentaires sur des sites d'information en ligne français par des prestataires externes comme ceux-ci, une enquête de M. Molard en 2014 évoquait le fonctionnement interne de ce type de société.

## Modérateurs professionnels
Les conditions de travail des modérateurs professionnels sont peu connues . Les modérateurs de commentaires travaillant pour la presse écrite française sont formés par leur entreprise après un recrutement exigeant : la maîtrise des outils techniques complexes pour gérer les commentaires, une culture générale solide et une bonne connaissance de l’actualité sont nécessaires.
Ils sont supervisés par des encadrants qui ont accès à leurs statistiques de traitement des commentaires. Les modérateurs disposent en moyenne de 9 secondes pour décider s'ils publient ou non un commentaire. Cette décision de publier ou non doit respecter la charte éditoriale qui combine trois éléments clés : les obligations légales de l’éditeur relevant du droit des médias, les codes déontologiques journalistiques, la politique éditoriale de chaque média. De plus les remarques sexistes, homophobes ou racistes, très souvent présentes, usent mentalement les salariés ; d'où un turn-over important dans ce type de sociétés. Enfin malgré leurs compétences élevées requises pour être embauchés, les modérateurs de commentaires ne sont reconnus ni socialement, ni financièrement.

## Modération automatisée
Certains espaces numériques sont modérés de manière hybride par des modérateurs humains agissant de concert avec des algorithmes. C’est par exemple le cas sur Twitter où, depuis le 1er mars 2017, des algorithmes sont capables de sanctionner des utilisateurs sans que cela ne nécessite d’intervention humaine. Si cette méthode algorithmique a permis à l’application de mieux gérer certains abus en ligne, notamment les messages publiés en masse par de faux comptes (« spams »), elle n’est pas exempte de défauts. Une supervision humaine reste donc nécessaire, notamment lorsque le contenu des tweets est possiblement problématique ou illégal.